# 柔叶毛柄藓
柔叶毛柄藓（学名：Calyptrochaeta japonica），又名柔叶耳柄藓，为油藓科毛柄藓属下的一个种。